# Sint-Antoniuskapel (Wessem)
De Sint-Antoniuskapel is een kapel in Wessem in de Nederlandse gemeente Maasgouw. De kapel staat tussen de Achter de Biënberg en de Pastoor-Janssenstraat in een groenperk aan de noordrand van het dorp.
Op ongeveer 450 meter naar het zuidoosten staat de Sint-Joriskapel, op ongeveer 575 meter naar het zuiden de Mariakapel aan de Kloosterlaan en op krap 800 meter naar het zuiden staat de Mariakapel aan de Oude Thornerweg bij de begraafplaats. De Mariakapel aan de Kloosterlaan lijkt met de trapgevel en het hartje in de frontgevel op de Sint-Antoniuskapel.
De kapel is gewijd aan de heilige Antonius van Padua.

## Geschiedenis
In de 19e eeuw werd de kapel gebouwd aan de Lange Beemden.
In 1980 werd de kapel afgebroken omdat die moest wijken voor woningbouw en werd nauwkeurig herbouwd op de nieuwe locatie. Op 19 oktober 1980 werd de herbouwde kapel opnieuw ingezegend.

## Bouwwerk
De in roodbruine bakstenen opgetrokken kapel is gebouwd op een rechthoekig plattegrond en wordt gedekt door een zadeldak met pannen. De beide zijgevels hebben elk twee uitsparingen met bakstenen lisenen, waarbij in de linkergevel een rondboogvenster is aangebracht. De frontgevel steekt boven het dak uit is een trapgevel van negen gelijke treden. In de frontgevel bevindt zich de segmentboogvormige toegang van de kapel met erboven een uitsparing in de vorm van een wit hart met daarin de tekst HEILIGE ANTONIUS en enkele bladeren. Vroeger bevatte het hart echter de tekst H. ANTONIUS b.v.o. (BVO= bid voor ons).
De kapel is wit gestuukt en heeft binnen eerst een open voorportaal met daarna de toegangsdeur. Tegen de achterwand is het altaar gemetseld. Op het altaar staat een keramisch beeld van de heilige Antonius van Padua die de heilige toont terwijl die op zijn linkerarm het kindje Jezus draagt en een boek vasthoudt in zijn rechterhand.